# پیترازپین
پیترازپین (به انگلیسی: Pitrazepin) یک آنتاگونیست رقابتی GABAA و گیرنده گلیسین است. از این ماده برای مطالعه دستگاه عصبی حشرات و حلزون در تحقیقات علمی استفاده شده‌است.

## همچنین ببینید
- استریکنین